# Stanisław Malzacher
Stanisław Malzacher (ur. 11 sierpnia 1924 we Lwowie, zm. 9 stycznia 1996 w Gliwicach) – polski elektronik, specjalizujący się w aparaturze elektronicznej, miernictwie elektronicznym; nauczyciel akademicki związany z politechnikami w Gliwicach i Opolu.

## Życiorys
Urodził się we Lwowie w rodzinie inteligenckiej. Jego lata dziecięce i młodość upłynęły na Łyczakowie. W 1936 roku rozpoczął naukę w VI Gimnazjum im. Stanisława Staszica, która została przerwana przez wybuch II wojny światowej. Naukę kontynuował w ramach tajnego nauczania w liceum o profilu matematyczno-fizycznym, w którym zdał maturę w 1943 roku. Następnie podjął studia na Wydziale Elektrycznym Technicznej Szkoły Zawodowej ukończonej w tym samym roku dyplomem technika elektryka. Po ponownym zajęciu Lwowa przez wojska radzieckie i uruchomieniu Lwowskiego Instytutu Politechnicznego, rozpoczął studia na Wydziale Elektrycznym, na którym do chwili przyjazdu do Polski w 1946 roku ukończył cztery semestry. Piąty semestr rozpoczął już na Wydziale Elektrycznym Politechniki Śląskiej w Gliwicach. Dyplom magistra inżyniera elektryka uzyskał w grupie telekomunikacji w 1949 roku. Jeszcze podczas studiów został zatrudniony na gliwickiej politechnice, zostając współpracownikiem prof. Tadeusza Zagajewskiego w Katedrze Radiotechniki PŚ. Katedra ta, przemianowana później na Katedrę Elektroniki Przemysłowej, została w 1964 roku przeniesiona do nowo utworzonego Wydziału Automatyki (obecnie Wydział Automatyki, Elektroniki i Informatyki) Politechniki Śląskiej.
Stopień naukowy doktora nauk technicznych uzyskał w 1963 roku na macierzystej uczelni. W 1975 roku Rada Państwa nadała mu tytuł profesora nauk technicznych. W tym samym roku przyznano mu stanowisko profesora nadzwyczajnego, a profesora zwyczajnego w 1991 roku. W 1981 roku, w wyniku pierwszych wolnych wyborów władz akademickich, został dziekanem Wydziału Automatyki PŚ, którą to godność pełnił do 1984 roku. W latach 1985–1994 był zastępcą dyrektora do spraw nauki Instytutu Elektroniki PŚ.
Ponadto pracował od 1978 roku w Wyższej Szkole Inżynieryjnej w Opolu, gdzie wykładał elektronikę dla studentów Wydziału Elektrotechniki i Automatyki. Wniósł duży wkład wraz z doc. Marią Jastrzębską w organizację i rozwój najpierw Instytutu Elektrotechniki, a później Wydziału Elektrotechniki i Automatyki WSI w Opolu. W 1994 roku przeszedł na emeryturę. Zmarł dwa lata później w Gliwicach, gdzie też został pochowany.

## Dorobek naukowy
Stanisław Malzacher był autorem wielu układów elektronicznych i rozwiązań stosowanych w przemyśle, szczególnie w dziedzinie badań nieniszczących. Pod jego kierunkiem powstała w Gliwicach swego rodzaju szkoła badań nieniszczących wykorzystujących prądy wirowe i ultradźwięki. Profesor był autorem kilkudziesięciu publikacji, 9 książek i 11 skryptów, promotorem 15 prac doktorskich, opiniodawcą wielu prac habilitacyjnych. Ponadto był członkiem Komitetu Metrologii PAN, Komitetu Telekomunikacji PAN i Polskiego Komitetu Elektrotermii.